# 黃金股
黃金股（golden share）是一種股份制度。黃金股在部分情況下擁有比其他股份更重要的投票權，大多由政府持有。在國有公司的民營化過程中，黃金股制度時有出現。在日本，國際石油開發帝石是唯一發行有黃金股的上市公司。

## 外部連結
- Information on Golden Shares at the Adam Smith Institute (archived)
- Golden Share at Investopedia.com （页面存档备份，存于）